# Piñero
Piñero é uma comuna da Argentina situada no departamento de Rosario, província de Santa Fé.